# Chlorocytus pilosus
Chlorocytus pilosus is een vliesvleugelig insect uit de familie Pteromalidae. De wetenschappelijke naam is voor het eerst geldig gepubliceerd in 1965 door Graham.